# Bregnano
Bregnano ist eine Gemeinde in der italienischen Provinz Como in der Region Lombardei.

## Lage und Einwohner
Die 6453 Einwohner (Stand 31. Dezember 2023) zählende Gemeinde Bregnano liegt rund 20 Kilometer südlich von der Provinzhauptstadt Como am Rande der Brianza und der Bassa Comasca auf einer durchschnittlichen Höhe von 290 Metern über dem Meeresspiegel.
Die Nachbargemeinden sind Cadorago, Cermenate, Lazzate (MI), Lomazzo und Rovellasca.

## Sehenswürdigkeiten
- Pfarrkirche San Michele[2]
- Kirche Santi Ippolito e Cassiano[3]
- Kirche San Giorgio[4]